# Algebra differenziale
In matematica, l'algebra differenziale costituisce il punto di contatto tra l'algebra astratta e l'analisi matematica, in quanto studia le strutture algebriche munite di un'operazione di "derivazione", definita come una particolare operazione unaria interna che soddisfa la regola fondamentale della derivata, cioè la regola di Leibniz.

## Anello e campo differenziale
Un anello differenziale è un anello {\displaystyle R} equipaggiato di una derivazione, cioè di una funzione
{\displaystyle \partial :R\to R}
che soddisfi le proprietà di additività e la regola di Leibniz:
{\displaystyle \partial (r+s)=\partial (r)+\partial (s)}
{\displaystyle \partial (rs)=\partial (r)s+r\partial (s)}
Occorre fare attenzione alla scrittura della seconda identità, in quanto l'anello potrebbe non essere commutativo e quindi l'usuale scrittura {\displaystyle \partial (rs)=r\partial (s)+s\partial (r)} potrebbe essere falsa. In generale la regola si può esprimere come
{\displaystyle \partial \circ M=M\circ (\partial \otimes \operatorname {id} )+M\circ (\operatorname {id} \otimes \partial ).}
dove {\displaystyle M:R\times R\to R} è la moltiplicazione dell'anello e {\displaystyle (f\otimes g)(x,y)=(f(x),g(y))}.
Un campo differenziale è, di conseguenza, un anello differenziale che sia anche un campo. In questo caso non è più necessario l'accorgimento precedente, in quanto la moltiplicazione è sempre commutativa.

### Ulteriori definizioni e proprietà
Usando semplicemente i due assiomi imposti, si riescono a dimostrare, in ogni anello differenziale unitario, alcune proprietà dell'operatore di derivazione già note dall'analisi reale:
{\displaystyle \partial (1)=\partial (0)=0,}
{\displaystyle \partial (-f)=-\partial (f),}
dove con {\displaystyle 1} e {\displaystyle 0} si sono indicati i due elementi neutri rispettivamente della moltiplicazione e dell'addizione. Se l'anello è commutativo e {\displaystyle g} è invertibile allora vale anche regola del quoziente:
{\displaystyle \partial \left({\frac {f}{g}}\right)={\frac {g\partial (f)-f\partial (g)}{g^{2}}}.}
Il campo delle costanti di {\displaystyle F} è definito come
{\displaystyle K=\{c\in F:\partial (c)=0\}}
Dati due campi differenziali {\displaystyle (F,\partial _{F})} e {\displaystyle (G,\partial _{G})}, un omomorfismo differenziale è  un omomorfismo di campi che "commuti" con la derivazione, cioè tale che
{\displaystyle \phi (\partial _{F}(f))=\partial _{G}(\phi (f))}
Se {\displaystyle G} è un'estensione di {\displaystyle F} e l'inclusione canonica di {\displaystyle F} in {\displaystyle G} è un omomorfismo differenziale, cioè se
{\displaystyle \partial _{F}(f)=\partial _{G}(f)}
per ogni {\displaystyle f\in F,} allora {\displaystyle G} si dice un'estensione differenziale.
Un elemento di un campo differenziale {\displaystyle f} si dirà un logaritmo se esiste un elemento {\displaystyle g} tale che
{\displaystyle \partial (f)={\frac {\partial (g)}{g}}.}
Un elemento di un campo differenziale {\displaystyle f} si dirà un'esponenziale se esiste un elemento {\displaystyle g} tale che
{\displaystyle \partial (f)=f\partial (g).}

### Esempi
L'anello dei polinomi {\displaystyle K[x]} nella variabile {\displaystyle x} sul campo {\displaystyle K} è un anello differenziale se munito dell'operatore
{\displaystyle p=\sum _{j=0}^{n}a_{j}x^{j}\mapsto p'=\sum _{j=0}^{n-1}(j+1)a_{j+1}x^{j}}
con {\displaystyle p'=0} se {\displaystyle n=0} (cioè se il polinomio è costante). Si verifica che {\displaystyle \alpha } è una radice multipla di {\displaystyle p} se e solo se {\displaystyle p'(\alpha )=0}.
Nel caso {\displaystyle K=\mathbb {Q} }, si può dire che una derivazione sul campo {\displaystyle \mathbb {Q} (x)} delle funzioni razionali nella variabile {\displaystyle x} a coefficienti razionali che estenda la derivazione su {\displaystyle \mathbb {Q} [x]} appena introdotta è completamente caratterizzato dalla condizione {\displaystyle \partial (x)=1}. Il suo campo delle costanti è {\displaystyle \mathbb {Q} }.

### Integrazione indefinita in un campo differenziale
Avendo introdotto la derivazione in modo formale, si può anche parlare di integrale indefinito di un elemento di un campo differenziale. Più precisamente, dato un {\displaystyle f} in {\displaystyle F}, il processo di integrazione indefinita di {\displaystyle f} consiste nel determinare un'estensione differenziale {\displaystyle G} di {\displaystyle F} nella quale esiste un elemento {\displaystyle g=\int f} tale che {\displaystyle \partial (g)=f}.
È necessario ammettere che {\displaystyle g} stia in un'arbitraria estensione di {\displaystyle F} e non in {\displaystyle F} stesso: ad esempio, nel caso {\displaystyle \mathbb {Q} (x)} sopra introdotto, si può dimostrare che non esiste un elemento {\displaystyle g} tale che {\displaystyle \partial (g)={\frac {1}{x}}.}
Data questa definizione di integrale si ritrova identica anche la cosiddetta regola di integrazione per parti:
{\displaystyle \int f\cdot \partial (g)=f\cdot g-\int g\cdot \partial (f).}

## Algebra su campo differenziale
Sia {\displaystyle A} un'algebra sul campo {\displaystyle K.} Si può definire una derivazione su {\displaystyle A} come una funzione lineare {\displaystyle \partial :A\to A} che soddisfi la regola di Leibniz. In tal caso {\displaystyle A} è detta algebra differenziale su un campo.